# Kinh tế Đại Việt thời Trần
Kinh tế Đại Việt thời Trần phản ánh những vấn đề liên quan tới chính sách và hoạt động kinh tế vào thời nhà Trần (1225-1400) trong lịch sử Việt Nam.

## Nông nghiệp

### Chế độ ruộng đất

#### Ruộng công
Có hai bộ phận ruộng công, gồm ruộng đất do triều đình trực tiếp quản lý và ruộng đất công của thôn làng.
Ruộng quốc khốlà ruộng công của triều đình mà hoa lợi thu được dự trữ vào kho của vua để chi dùng cho hoàng cung. Nhà Trần đặt ruộng quốc khố ở Cảo Xã. Ruộng đất này không chiếm số lớn nhưng cũng là nguồn thu nhập đáng kể cho triều đình.
Sơn lănglà loại ruộng dùng vào việc thờ phụng tổ tiên dòng họ nhà vua tại các làng Thái Đường, Thâm Động (Thái Bình), Tức Mặc (Nam Định), Yên Sinh (Quảng Ninh). Các quý tộc nhà Trần cũng có ruộng sơn lăng. Ruộng sơn lăng vẫn tồn tại đến nhiều đời sau, gọi là tự điền.
Tịch điềnlà loại ruộng do triều đình trực tiếp quản lý, hoa lợi dùng cho triều đình.
Ruộng công làng xãHương là đơn vị hành chính cấp cơ sở của chính quyền. Do nhu cầu tô thuế và điều động nhân lực phục dịch và tuyển lính nên triều đình thường kiểm kê dân số.

#### Ruộng tư
Thái ấpChính sách ban cấp ruộng đất và bổng lộc thể hiện dưới hình thức thái ấp.
Điền trangchính thức phát triển phổ biến từ năm 1266 do nhu cầu khẩn trương mở rộng diện tích canh tác. Đây là khu vực kinh tế hỗn hợp của hình thức bóc lột nông nô, nô tì và nông dân lệ thuộc.
Ruộng tư của địa chủNăm 1254 triều đình ra lệnh bán ruộng công. Những địa chủ sở hữu nhiều ruộng đất nhưng không vì vậy mà địa vị xã hội của họ được nâng cao.
Ruộng đất tiểu nôngLệnh bán đất năm 1254 tạo điều kiện cho các gia đình tiểu nông mua thêm ruộng đất.
Việc sở hữu ruộng đất của nông dân không ổn định. Vào những năm mất mùa, họ phải bán ruộng cho địa chủ, không ít người lâm vào cảnh làm nô tì.

### Đắp đê và làm thủy lợi

#### Đê điều
Triều đình áp dụng nhiều biện pháp khuyến khích nông nghiệp, trong đó có làm thủy lợi cho cả nước. Thời Lý chưa có cơ quan chuyên trách, việc làm đê ngăn mặn vẫn mang tính chất cục bộ từng vùng, tác dụng của đê còn hạn chế. Năm 1248, Trần Thái Tông lập ra cơ quan Hà đê, có chánh sứ, phó sứ phụ trách đê điều tại các lộ phủ và đó là lần đầu tiên cơ quan chỉ đạo và quản lý đê điều được hình thành trong lịch sử Việt Nam. Việc đắp đê thực hiện suốt từ đầu nguồn cho tới bờ biển để ngăn nước lũ tràn ngập, gọi là đắp đê quai vạc.
Đắp đê quai vạc được xem là bước ngoặt to lớn trong lịch sử thủy lợi Việt Nam. Triều đình bỏ ra nhiều tiền của cho công trình này, trực tiếp tổ chức đắp đê trên các triền sông. Hiện nay nhiều địa phương ven sông Hồng vẫn còn đê quai vạc. Việc đắp đê quai vạc không chỉ thực hiện ở đồng bằng sông Hồng mà còn thực hiện tại Thanh Hóa, Nghệ An.
Đê đỉnh nhĩ không phải là công trình mới và không chỉ đắp một lần có thể xong. Trên cơ sở những đê vùng cũ, nhà Trần cho đắp nối lại, hợp nhất thành tuyến từ đầu nguồn tới biển cho đê to hơn và vững hơn.
Triều đình quy định khi có lụt thì mọi người cùng phải có trách nhiệm. Vua đi thân chinh và huy động cả học sinh trường Quốc Tử Giám. Ngoài ra, nhà Trần còn tổ chức đắp đê ngăn nước mặn. Đây là những công trình mới có từ thời Trần. Các quý tộc nhà Trần thường cho nô tì đắp đê tại ven biển các điền trang.

#### Thủy lợi
Công tác thủy lợi cũng được triều đình chú trọng. Tại Thanh Hóa và Nghệ An có nhiều công trình. Năm 1233, Trần Thái Tông sai đào kênh Trầm, kênh Hào từ Thanh Hóa tới Diễn châu. Năm 1248, triều đình lại cho đào sông Mã, sông Lễ và đục núi Chiếu Bạch ở Thanh Hóa. Năm 1256, nhà Trần lại cho khơi sông Tô Lịch.
Năm 1355 và 1357, Trần Dụ Tông cho đào sông ở Thanh Hóa và Nghệ An. Năm 1374, Trần Duệ Tông cho nạo vét các dòng sông từ Thanh Hóa tới cửa biển Hà Hoa (Kỳ La, Hà Tĩnh). Năm 1382, nhà Trần cho đào tiếp sông ở Tân Bình và Thuận Hóa.

## Thủ công nghiệp

### Thủ công nghiệp nhà nước
Nghề gốmĐây là một bộ phận quan trọng của quan xưởng. Lò gốm quan xưởng chủ yếu sản xuất đồ dùng thiết yếu như bát, đĩa, chén, đồ thờ cúng hoặc vật liệu xây dựng như gạch, ngói.
Nghề dệtNghề dệt được triều đình chú trọng, đặt ngay trong cung đình. Đồ dệt của vua chủ yếu là tơ tằm.
Chế tạo vũ khíCác quan xưởng chế tạo vũ khí phục vụ cho quân đội. Thợ làm việc ở đây đều có thân phận thấp kém, được gọi chung là quan nô. Họ bị cưỡng bức lao động và bị lệ thuộc vào triều đình.
Sản phẩm những người thợ này làm ra để phục vụ triều đình chứ không phải sản phẩm tiêu thụ trên thị trường. Ngoài ra, triều đình còn trưng dụng những người thợ giỏi để phục vụ cho các công trình lớn.

### Thủ công nghiệp nhân dân
Họ là những hộ sản xuất sản phẩm thủ công nghiệp mang trao đổi, buôn bán tại các chợ, phố, lị sở, các chợ phủ lộ và kinh thành Thăng Long.
Nghề gốmSản xuất đồ sinh hoạt hằng ngày của nhân dân. Nổi tiếng nhất là làng Bát Tràng, Thổ Hà, Phù Lãng (Bắc Ninh).
Nghề rèn sắtNhiều làng rèn chuyên nghiệp đã hình thành thời Trần: tại phủ Diễn Châu, Nghệ An có 2 làng Tùng Lâm và Hoa Chàng. Cuối thế kỷ 14, nghề rèn sắt truyền từ Hoa Chàng (Hà Tĩnh) ra làng rèn Hoa Chàng mới (Vân Chàng, Nam Định).
Nghề đúc đồngTrung tâm đúc đồng tại làng Bưởi (tức làng Đại Bái, Gia Bình, Bắc Ninh). Người thợ đúc đồng ở đây tạo ra nhiều sản phẩm từ tượng Phật, đồ thờ đến đồ gia dụng
Nghề làm giấy và inNhu cầu giao lưu văn hóa thúc đẩy ngành này ngày càng phát triển và mở rộng.
Nghề mộc và xây dựngNghề mộc tạo đồ dùng gia đình, đồ thờ cúng và tạo dựng nhà ở, các công trình kiến trúc ở kinh thành Thăng Long, Tức Mặc, các phủ đệ Vạn Kiếp.
Nghề khai khoángHầu hết các mỏ khai thác ở phía tây và phía bắc như Thái Nguyên, Lạng Sơn, Quảng Oai, Tuyên Hóa. Các mỏ kim loại khai thác gồm có vàng, bạc, đồng, chì, thiếc, diêm tiêu.

## Thương mại

### Nội thương
Chợ là kênh phân phối chủ yếu của mạng lưới thương mại tại đồng bằng sông Hồng. Trong các làng xóm cũng có chợ, mỗi huyện có vài chợ, chợ này họp lệch phiên với chợ kia.
Hàng hóa còn được phân phối qua các phố. Các trung tâm phủ lỵ bên sông lớn, đầu mối giao thông thủy bộ đều có phố. Phố Luy Lâu bên bờ sông Dâu là nơi buôn bán cố định. Bờ sông Nghĩa Trụ còn có phố Lố cũng được hình thành vào thời Trần.

### Ngoại thương
Ngoài con đường biên giới trên bộ để thông thương với Trung Quốc, hải cảng là con đường thông thương chủ yếu với các quốc gia khác. Ngoài cảng Vân Đồn hình thành từ thời Lý còn có các cảng Hội Thống, Cần Hải, Hội Triều thu hút khá nhiều thương nhân nước ngoài, đồng thời cũng là nơi xuất khẩu hàng hóa của Đại Việt.
Đối tác tới buôn bán tại các thương cảng là Trung Quốc, Diệp Điều (Java), Thiện (Miến Điện), Thiên Trúc (Ấn Độ). Vân Đồn là cảng lớn nhất, nhưng từ sau cuộc chiến chống Mông-Nguyên, việc buôn bán bị hạn chế. Nhà Trần chuyển nơi đây thành nơi phòng thủ vì nhu cầu quốc phòng.
Đô thị buôn bán lớn nhất là kinh thành Thăng Long, có 2 cửa mở thông ra 2 cảng sông: Giang Khẩu và Đông Bộ Đầu. Người buôn bán ở kinh thành chủ yếu cũng là người sản xuất trong các phường. Họ là thợ thủ công kiêm thương nhân, một số là thương nhân chuyên nghiệp, trong đó có thương nhân nước ngoài - chủ yếu là người Trung Quốc và một số người Hồi Hột.

## Tiền tệ
Thời Trần Thái Tông được các nhà nghiên cứu ghi nhận là lần đầu tiên sử sách phản ánh quan hệ giữa các đơn vị tiền tệ. Năm 1226, triều đình "xuống chiếu cho dân gian dùng tiền "tỉnh bách" (hay "tỉnh mạch) mỗi tiền là 69 đồng. Tiền nộp cho nhà nước (tiền "thượng cung") thì mỗi tiễn là 70 đồng" .
Mặc dù triều đình ấn định tỷ lệ tiền tệ nhưng trong thực tế không hoàn toàn theo đúng như vậy. Giá trị đồng tiền và tỷ giá bạc vẫn giảm theo mức cung cầu của hai kim loại trên thị trường vào một thời điểm hay ở một khu vực. Càng về sau, tỷ lệ giá trị càng thấp.
Cuối thời Trần, ngoại thích Hồ Quý Ly nắm quyền thao túng triều đình. Ông thực hiện những cải cách đầu tiên về kinh tế. Năm 1396 thời Trần Thuận Tông, Hồ Quý Ly nhân danh nhà Trần phát hành tiền giấy "Thông bảo hội sao", đây chính là loại tiền giấy đầu tiên trong lịch sử tiền tệ Việt Nam.
Khi tiền giấy đã in xong, hạ lệnh cho dân được đem tiền thực đổi lấy tiền giấy: cứ một quan tiền thực chất đổi lấy tiền giấy một quan hai tiền. Triều đình đặt ra quy định bắt buộc phải dùng tiền giấy không được dùng tiền đồng. Tiền giấy Đại Việt không được chuyển đổi ra tiền đồng, khiến người dân không tin tưởng vào đồng tiền giấy mà họ bị bắt buộc phải sử dụng.
Các nhà nghiên cứu tổng kết thời Trần đã phát hành 5 đồng tiền kim loại (mang 5 niên hiệu của các vua) và 1 tiền giấy "Thông bảo hội sao".